# Kléméns Alexandrijský
Kléméns Alexandrijský (či Klement), vlastním jménem Titus Flavius Clemens, (asi 150 v Athénách – asi 211–216 v Kappadokii) je raný církevní spisovatel, jenž se řadí mezi církevní Otce, a první člen církve v Alexandrii, jehož známe jménem. Zároveň patří mezi nejvýznamnější řecky píšící křesťanské učitele starověku.

## Život a význam
Kléméns měl ve svém mládí nejprve blízko k platonismu, ale poté, co přijal křesťanství, odešel z Athén a vzdělával se u různých křesťanských učitelů v Řecku, Itálii a Egyptě. Nakonec se usadil v Alexandrii, kde se stal žákem Pantaina Alexandrijského. Kolem roku 175 se stal učitelem alexandrijské školy a po smrti Pantaina před rokem 200 jejím vedoucím představitelem. Jeho celoživotním úsilím bylo sblížit řeckou filosofii a křesťanství. Jeho nástupcem ve vedení katechetické školy a dědicem mnoha jeho myšlenek se stal jeden z největších křesťanských teologů starověku Órigenés. Za pronásledování křesťanů za Septimia Severa byl nucen opustit Egypt a uchýlil se do maloasijské Kappadokie, kde krátce před rokem 215 zemřel.
Kléméns patřil mezi velmi citované a používané autory jak v pozdní antice, tak během středověku, kdy byla jeho díla též přeložena do latiny. Zřejmě kvůli tomu, že jej pro obhajobu svých názorů často používali stoupenci protestantské reformace, byl roku 1584 vyškrtnut z římského kalendáře svatých.[zdroj?]

## Dílo

### Dochovaná díla
Jeho dochované dílo tvoří jakoby jednu velkou na sebe navazující trilogii:
- V Protreptiku (Προτρεπτικὸς πρὸς Ἕλληνας, Protreptikos pros Hellénas, „Výzva Řekům“) se Kléméns obrací k Řekům, aby se obrátili na křesťanskou víru. Toto dílo je velmi podobné na jedné straně jiným křesťanským apologiím, na druhé straně ale odpovídá dalším protreptikoi, které napsali jiní řečtí filosofové (např. Aristotelés, Epikúros, Cicero…). Jedná se obecně o literární druh, jehož cílem je čtenáře přesvědčit – ať už ke studiu filosofie, nebo k přijetí víry.

- Ve svém díle Učitel (Παιδαγωγός, Paidagógos) se zaobírá křesťanskou etikou. Tento spis o třech knihách navazuje na předchozí Protreptikos a obrací se na ty, kdo se rozhodli přijmout křesťanskou víru. Hlavním tématem je Logos, jehož úkolem a snahou však není uvést k intelektuálnímu poznání, ale k životu v ctnosti, pozvednout duši. Božský Logos spojuje spravedlnost s láskou, tedy přísnost a shovívavost, jak je patrné ze Starého i Nového zákona, což jsou etapy, v nichž Logos vedl lidstvo k poznání Boha. Druhá a třetí kniha se již nezabývají teorií, ale přecházejí do praktického, každodenního života: pojednávají o jídle, pití, bydlení, hudbě, tanci, odpočinku či zábavě. Ideálem pro Klémenta není zřeknutí se „světského” života, ale čistota a nezávislost duše. Dokud si křesťan udržuje srdce nezávislé a svobodné od toho, co na tomto světě vlastní, není důvod, aby se z tohoto světa vzdaloval.

- V třetím dochovaném díle Strómata (Στρωματεῖς, Strómateis, „Koberce“) se Kléméns zabývá dogmatickými otázkami a nábožensko-filosofickými tématy. Dílo má celkem 8 knih. Původním Klémentovým záměrem bylo napsat dílo s názvem Διδάσκαλος (učitel, mistr), avšak neměl dar syntézy a systematického výkladu. Napsal proto spíše Strómata, tedy použil tehdy obvyklý literární druh, který mu umožňoval zabývat se porůznu a nezávisle nejrůznějšími tématy (proplétajícími se jako „vlákna v koberci“), aniž by musel vytvářet jednotný systém. V první knize brání Kléméns řeckou filosofii proti křesťanům, kteří ji odsuzují jako zcela zbytečnou nebo škodlivou. Dědictví řecké literatury a vědy podle něj naopak nachází skrze křesťanství nový smysl a může velmi prospět při pochopení víry. Přesto filosofie nikdy nemůže poskytnout úplné poznání, neboť to je možné získat jen skrze víru. Toto dílo obsahuje slavné pasáže o „pravé gnózi“ (tj. pravém poznání), v nichž Kléméns bojuje proti gnostickým učením. Podle Klémenta také mnoho pohanských filosofů čerpalo od Židů (např. Platón napodoboval Mojžíše).

Poslední, osmá kniha je pravděpodobně jen sbírkou Klémentových poznámek, neodpovídá standardu a povaze knih předchozích.
Následují díla samostatná:
- Výňatky z Teodota (Excerpta ex Theodoto) – jedná se o výňatky z gnostických děl a skici Klémentových poznámek, patrně jeho osobní poznámky. Je někdy těžké od sebe odlišit gnostické výtahy a jeho vlastní poznámky.
- Který boháč bude spasen? (Τίς ὁ σωζόμενος πλούσιος, Quis dives salvetur) – jedná se o alegorickou homilii na Mk 10,17–31. Kléméns, který se nacházel patrně v komunitě relativně bohatých křesťanů, interpretoval Kristova slova, že bohatý jen těžko vejde do Božího království, obrazně. Není třeba se zbavovat fyzického, hmotného majetku. Kdyby se všichni zřekli majetku, kdo a jak by bojoval proti chudobě? Naopak se jedná o postoj srdce – křesťan musí být od svého majetku svobodný, nesmí na něm lpět. Nikoli bohatství, ale hřích, ke kterému může vést, vylučují z účasti na Božím království.

### Ztracená díla

Opera omnia, 1715

Kromě výše zmíněných spisů napsal Klémens podle svědectví jiných Otců ještě další spisy:
- Hypotyposeis (Ύποτυπώσεις) – osm knih, v nichž Kléméns komentoval celý Starý a Nový zákon včetně mnoha spisů, které nebyly uznávány za kanonické (Petrova apokalypsa, list Barnabášův apod.). Z dochovaných zlomků vyplývá, že se nejednalo o souvislý komentář, ale o výklad vybraných pasáží. Tento spis měl celý k dispozici ještě Fotios, který však pochyboval o jeho autentičnosti, neboť v něm nalezl mnoho vážných herezí. Možná právě to byl důvod, proč se nám nedochoval.
- Církevní kánon neboli proti judaizujícím
- O prozřetelnosti
- Výzva k vytrvalosti neboli čerstvě pokřtěným
- Hovory o postu
- Na knihu Ámos

Je možné najít odkazy i na jiná Klémentova nedochovaná díla.

## Vydané dílo

### České překlady
- KLÉMÉNS ALEXANDRIJSKÝ, Pobídka Řekům, úvod, překlad a poznámky Matyáš Havrda. Praha: Herrmann a synové, 2001. ISBN 80-238-7953-7.
- KLEMENT ALEXANDRIJSKÝ, Stromata

kniha I, překlad Jana Plátová, úvod a poznámky Miroslav Šedina. Praha: ΟΙΚΟΥΜΕΝΗ, 2004. ISBN 80-7298-103-X.
knihy II-III, překlad Veronika Černušková a Jana Plátová, úvod a poznámky Miroslav Šedina. Praha: OIKOYMENH, 2006, ISBN 80-7298-149-8.
kniha IV, překlad Veronika Černušková, úvod a poznámky Miroslav Šedina. Praha: OIKOYMENH, 2008, ISBN 978-80-7298-309-4.
kniha V, překlad, úvod a poznámky Matyáš Havrda, Praha: OIKOYMENH, 2009. ISBN 978-80-7298-318-6.
kniha VI, překlad, úvod a poznámky Miroslav Šedina, Praha: OIKOYMENH, 2011. ISBN 978-80-7298-447-3.
kniha VII, překlad a úvod Veronika Černušková, poznámky Jana Plátová, Praha: OIKOYMENH, 2011. ISBN 978-80-7298-471-8.
kniha VIII, překlad, úvod a poznámky Matyáš Havrda; rejstříky ke Stromatům I-VII. sestavili V. Černušková, J. Plátová a M. Šedina (ve spolupráci s R. Bužkem). Praha: OIKOYMENH, 2017. ISBN 978-80-7298-472-5.
- KLEMENT ALEXANDRIJSKÝ, Který boháč bude spasen?, úvod a překlad Monika Recinová. Olomouc: Refugium, 2008. ISBN 978-80-7412-001-5.
- KLEMENT ALEXANDRIJSKÝ, Exegetické zlomky. Eclogae propheticae - Hypotyposes, překlad, úvod a poznámky Jana Plátová, Praha: Oikúmené, 2014. ISBN 978-80-7298-387-2.
- KLEMENT ALEXANDRIJSKÝ, Vychovatel, překlad, úvod a poznámky Veronika Černušková, Praha: OIKOYMENH, 2019. ISBN 978-80-7298-530-2.